# Bambino nel tempo
Bambino nel tempo è un singolo di Eros Ramazzotti, estratto dall'album Calma apparente del 2005.
La canzone descrive la malinconia che si prova da adulti nel ricordare le età passate della vita.

## Formazione
- Eros Ramazzotti - voce, cori
- Tony Franklin - basso
- Vinnie Colaiuta - batteria
- Claudio Guidetti - chitarra acustica, cori, pianoforte
- Michael Landau - chitarra elettrica
- Celso Valli - tastiera
- Jimmy Z - armonica a bocca

## Classifiche

### Classifiche settimanali
| Classifica (2006) | Posizione massima |
| ----------------- | ----------------- |
| Belgio (Fiandre)  | 11                |
| Belgio (Vallonia) | 8                 |
| Grecia            | 26                |
| Italia            | 15                |
| Svizzera          | 40                |